# Зороме, Малик
Малик Зороме (фр. Malick Zoromé; 1935, Ятенга, Французский Судан — 30 марта 2012, Уагудугу, Буркина-Фасо) — государственный  деятель Верхней Вольты, министр иностранных дел (1967—1971).

## Биография
В 1961 году получил высшее юридическое образование в Париже, в 1963 г. — докторскую степень. Затем закончил парижскую Национальную школу администрации.
- 1965—1967 гг. — директор Национальной школы администрации Верхней Вольты,
- 1967—1971 гг. — министр иностранных дел,
- 1971—1974 гг. — министр юстиции,
- 1974—1982 гг. — директора управления денежных вкладов и инвестиций, затем — на дипломатической работе,
- 1982—1983 гг. — советник министра внутренних дел.

С 1983 г. — в отставке.